# Replay (Tamta sang)
"Replay" er en sang opført af den geogiansk-græske sanger Tamta. Sangtitel og kunstner blev afsløret den 21. december 2018 af CyBC. Sangen er skrevet af Alex P.
Sangen vil repræsentere Cypern i Eurovision Song Contest 2019, efter at Tamta blev valgt internt af det cypriotiske tv-selskab.